# Tabacundo
Tabacundo è una parrocchia urbana dell'Ecuador, capoluogo del cantone di Pedro Moncayo, nella provincia del Pichincha.